# Accord Greenslade-Robert
L'accord Greenslade-Robert ou accord Robert-Greenslade est un accord signé entre les amiraux John Greenslade (en) et Georges Robert lors de la Seconde Guerre mondiale, portant sur les relations entre les États-Unis et les Antilles françaises.
Cet accord a été écrit mais non signé, n'engageant en cela que les hommes et non les pays.